# Leopold Schmutzler
Leopold Schmutzler (Mies, 29 marzo 1864 – Monaco di Baviera, 20 giugno 1940) è stato un pittore ceco, noto soprattutto come ritrattista, dedito al nudo, in stili realistico, impero e rococò, mentre successivamente sviluppò tendenze Art déco. Negli ultimi anni della sua vita dipinse opere vicine al nazionalsocialismo.

## Biografia
Nacque in un piccolo paese della Boemia, dapprima sotto l'Austria e poi appartenente dell'Impero austro-ungarico. Figlio di un locandiere e maestro sellaio, apprese dal padre le prime lezioni di disegno. Avrebbe dovuto frequentare una scuola di musica presso la base navale di Pola, ma non fu ammesso a causa di problemi di vista. Studiò all'Accademia di belle arti di Vienna dal 1880 al 1882 con August Eisenmenger, Christian Griepenkerl e Leopold Carl Müller. Successivamente si iscrisse all'Accademia delle belle arti di Monaco di Baviera sotto la docenza di Otto Seitz dove approfondì lo studio della pittura, ricevendo una medaglia d'argento. In seguito, per qualche tempo lavorò a Roma e Parigi.

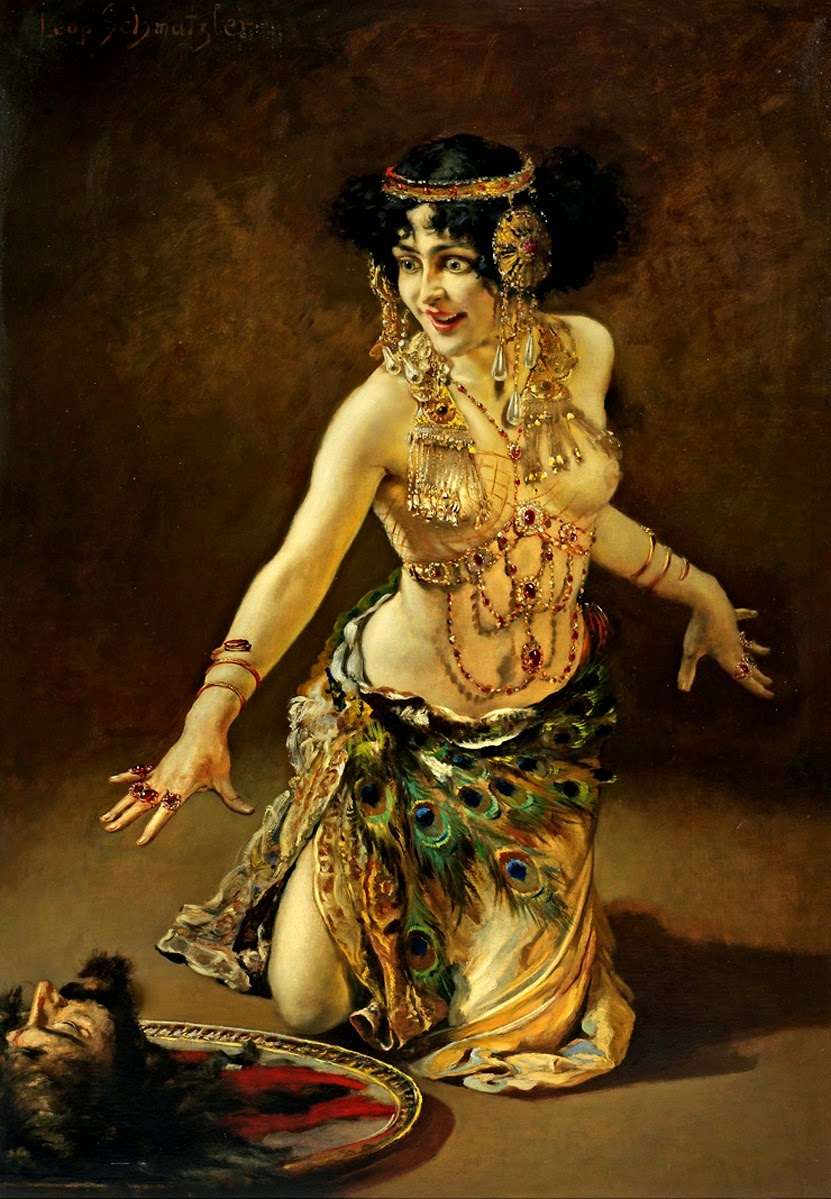
Leopold Schmutzler, Lili Marberg in Salomè, 1905. Coll. Daulton, USA

Terminati gli studì si stabilì a Monaco di Baviera, dove dipinse alcuni dei componenti della famiglia reale bavarese. Dopo un periodo in cui fece ritorno nella città natale, si sistemò di nuovo a Monaco dove la sua notorietà crebbe soprattutto dopo aver dipinto nel 1905 la ballerina ed attrice tedesca Lili Marberg nel ruolo di Salomè nell'opera di Oscar Wilde, dove l'attrice eseguiva la danza dei sette veli, anche se deve la sua notorietà di quel periodo ai dipinti di danzatrici spagnole e attrici con forti influenze in stile Art déco.
Nel primo periodo della sua vita artistica i suoi dipinti ebbero uno stile che potremmo definire "realistico", impero e rococò, cioè che si rifaceva alla pittura del XVIII-XIX secolo, molto di moda nel suo paese in quegli anni, dove ritraeva donne e figure semi erotiche, seppure eseguite con notevole abilità, anche se risultavano un po' sdolcinate. Perfino laddove dipinse scene di danza, le figure sembravano "ferme", in un ambiente fastoso, e dove anche i loro sorrisi apparivano forzati, poco naturali. Con il nuovo secolo, Schmutzler cambiò il proprio stile più vicino alle nuove tendenze dell'art déco. E questa sarà la cifra stilistica di maggior successo della sua opera.
Con l'avvento del nazionalsocialismo, Schmutzler rovinò la sua reputazione: negli anni Trenta ne divenne un sostenitore. Egli dipinse molti nudi che come sappiamo, secondo la storia dell'arte, facevano parte del ciclo della Natura. Trovò i suoi maestri e i suoi riferimenti nell'antichità, nel Rinascimento: i nudi di Tiziano, Tintoretto, Michelangelo, Rubens e Rembrandt. Invece vennero rifiutati dal Terzo Reich, ad esempio i nudi degli impressionisti, come l'Olympia di Édouard Manet. La donna diavolo, la prostituta, come talvolta veniva raffigurata dagli artisti moderni, non solo era inconcepibile, ma veniva considerata un insulto alla femminilità tedesca. Se l'uomo veniva mostrato come il dominatore della Natura, la donna era la Natura stessa, la bellezza, naturalmente fertile come la Natura. Le donne venivano dipinte con linee morbide perché dovevano rappresentare l'immagine della devozione. In realtà erano oggetti, subordinati, da guardare e da fecondare. L'accenno alla loro sessualità doveva essere soltanto accennato. L'aver aderito al regime nazista portò in parte all'oblio della sua opera nel dopoguerra.

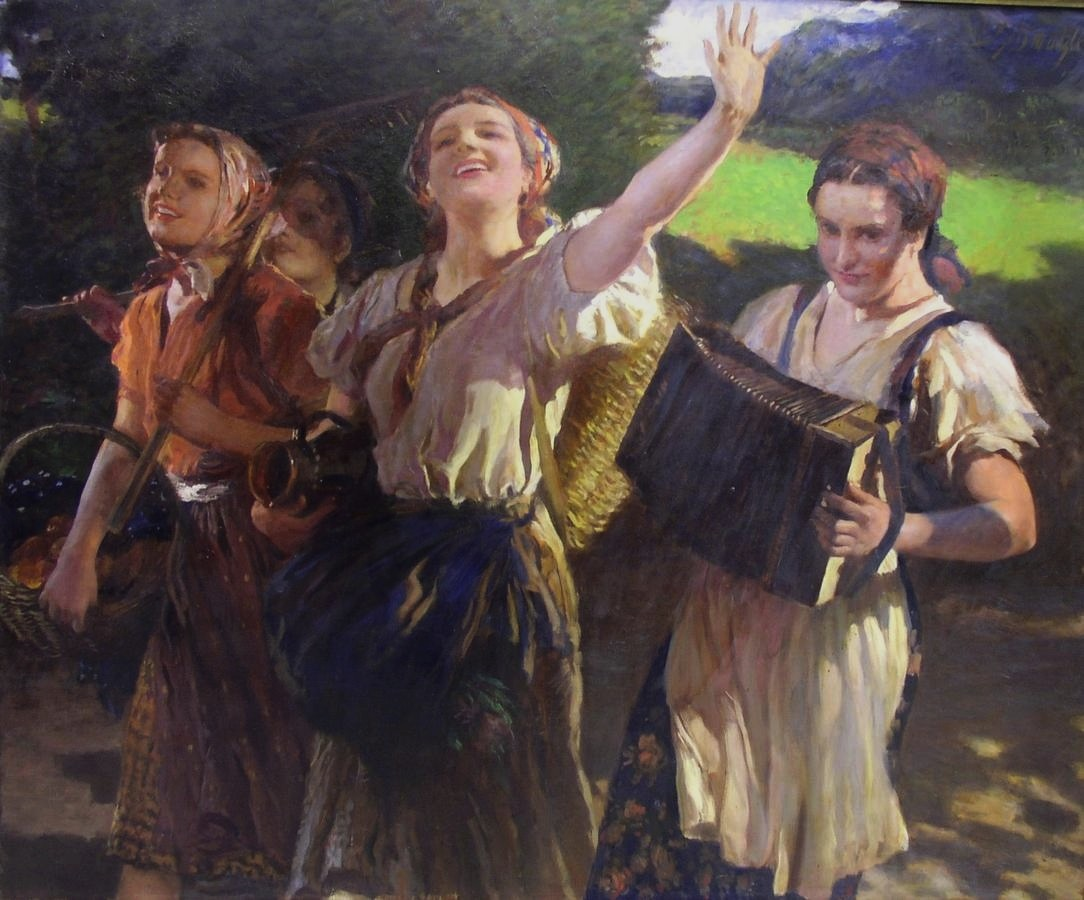
Leopold Schmutzler, Ragazze contadine che tornano dal lavoro, prima del 1940

Inoltre, Schmutzler creò una serie di opere basate sulla cosiddetta ideologia Blut und Boden (Sangue e Terra), opere dedicate all'agricoltura, fanciulle e contadini, campi da coltivare e danze e folklore. Uno dei suoi quadri, Arbeitsmaiden vom Felde heimkehrend (Ragazze contadine che tornano dal lavoro) del 1940, dove si vedono ragazze allegre che cantano di ritorno dal lavoro nei campi, fu acquistato da Adolf Hitler stesso per la cifra di 7 000 marchi di allora. Il quadro è stato esposto nel "Museo di Arnhem" nel novembre 2023 alla mostra Art in the Third Reich, Seduction and Distraction.
Le sue opere sono conservate presso l'Augusta Rathaus, la Kunsthalle Norimberga, lo Szépművészeti Múzeum di Budapest e al Frye Art Museum di Seattle. In quest'ultimo sono finite varie opere in quanto possedute dal collezionista Charles Frye (1858-1940). Secondo una fonte di mercato, alcuni quadri di Schmutzler nel 2013 si vendevano per la cifra di 45 000 dollari.